# Discographie de Children of Bodom
La discographie de Children of Bodom, un groupe de death metal mélodique de Espoo en Finlande.

## Albums studio
| Année                                                                     | Détails de l'album | Position dans les charts | Position dans les charts | Position dans les charts | Position dans les charts | Position dans les charts | Position dans les charts | Position dans les charts | Position dans les charts | Position dans les charts | Position dans les charts | Position dans les charts | Position dans les charts | Position dans les charts | IFPI certification |
| Année                                                                     | Détails de l'album | FIN                      | ALL                      | FRA                      | AUT                      | SUE                      | SUI                      | E-U                      | CAN ,                    | JPN ,                    | NOR                      | R-U                      | AUS                      | P-B                      | IFPI certification |
| ------------------------------------------------------------------------- | --- | ------------------------ | ------------------------ | ------------------------ | ------------------------ | ------------------------ | ------------------------ | ------------------------ | ------------------------ | ------------------------ | ------------------------ | ------------------------ | ------------------------ | ------------------------ | ------------------ |
| 1997                                                                      | Something Wild - Sorti: novembre 1997 - Label: Spinefarm / Nuclear Blast - Format: CD, LP                                        | 20                       | —                        | —                        | —                        | —                        | —                        | —                        | —                        | —                        | —                        | —                        | —                        | —                        | Gold               |
| 1999                                                                      | Hatebreeder - Sorti: 26 avril 1999 - Label: Spinefarm / Nuclear Blast - Format: CD, LP                                           | 6                        | 76                       | —                        | —                        | —                        | —                        | —                        | —                        | 83                       | —                        | —                        | —                        | —                        | Gold               |
| 2000                                                                      | Follow the Reaper - Sorti: 30 octobre 2000 - Label: Spinefarm / Nuclear Blast / Candlelight - Format: CD, LP                     | 3                        | 46                       | 88                       | 38                       | —                        | —                        | —                        | —                        | 67                       | —                        | —                        | —                        | —                        | Platinum           |
| 2003                                                                      | Hate Crew Deathroll - Sorti: 7 janvier 2003 - Label: Spinefarm / Century Media / Universal Media Group - Format: CD, SHM-CD, LP  | 1                        | 45                       | 74                       | —                        | 36                       | —                        | —                        | —                        | 29                       | —                        | —                        | —                        | —                        | Gold               |
| 2005                                                                      | Are You Dead Yet? - Sorti: 19 septembre 2005 - Label: Spinefarm / Century Media / Universal Media Group - Format: CD, SHM-CD, LP | 1                        | 16                       | 67                       | 42                       | 16                       | 79                       | 195                      | 82                       | 17                       | —                        | —                        | —                        | —                        | Gold               |
| 2008                                                                      | Blooddrunk - Sorti: 9 avril 2008 - Label: Spinefarm / Universal Media Group - Format: CD, SHM-CD, LP                             | 1                        | 10                       | 161                      | 19                       | 28                       | 50                       | 22                       | 7                        | 12                       | 25                       | 44                       | 48                       | 94                       | Gold               |
| 2011                                                                      | Relentless Reckless Forever - Sorti: 8 mars 2011 - Label: Spinefarm / Universal Media Group - Format: CD,SHM-CD, LP              | 1                        | 20                       | 104                      | 29                       | 47                       | 43                       | 42                       | —                        | —                        | —                        | 71                       | 47                       | —                        | Gold               |
| 2013                                                                      | Halo of Blood - Sorti: 11 juin 2013 - Label: Nuclear Blast / Marquee Inc - Format: CD, LP                                        | 2                        | 18                       | 109                      | —                        | 26                       | 24                       | —                        | —                        | —                        | —                        | —                        | —                        | —                        |                    |
| 2015                                                                      | I Worship Chaos - Sorti: 2 octobre 2015 - Label: Nuclear Blast - Format: CD, LP                                                  | 1                        | 20                       | 74                       | 36                       | 5                        | 26                       | 92                       | 21                       | 25                       | —                        | —                        | 69                       | —                        |                    |
| 2019                                                                      | Hexed - Sorti: 8 mars 2019 - Label: Nuclear Blast - Format: CD, LP                                                               |                          |                          |                          |                          |                          |                          |                          |                          |                          |                          |                          |                          |                          |                    |
| "—" indique que l'album n'est pas sorti ou n'est pas classé dans ce pays. | |                          |                          |                          |                          |                          |                          |                          |                          |                          |                          |                          |                          |                          |                    |

## Albums live
| 1999 | Tokyo Warhearts - Sorti: 11 octobre 1999 - Label: Spinefarm - Format: CD/LP                               | 3  | —  |
| 2006 | Chaos Ridden Years - Stockholm Knockout Live - Sorti: 11 octobre 2006 - Label: Spinefarm - Format: CD/DVD | 28 | 75 |

## Maxi (Extended Play)
| Année | EP                        | Commentaire                                                     |
| ----- | ------------------------- | --------------------------------------------------------------- |
| 2004  | Trashed, Lost & Strungout | Sorti à la fois en CD-EP et DVD-EP ainsi qu'en single 2 titres. |
| 2008  | Hellhounds On My Trail    | Sorti uniquement au Royaume-Uni et en Finlande.                 |

## Compilations
| Année | Album                                            | Commentaire                |
| ----- | ------------------------------------------------ | -------------------------- |
| 2003  | Bestbreeder from 1997 to 2000                    | Sorti uniquement au Japon. |
| 2009  | Skeletons in the Closet                          | Compilation de reprises.   |
| 2012  | Holiday at Lake Bodom (15 Years of Wasted Youth) | Album Best-of.             |

## Singles
| Année | Titre                      | Type                                         | Album                       | Commentaire                                                                                         |
| ----- | -------------------------- | -------------------------------------------- | --------------------------- | --------------------------------------------------------------------------------------------------- |
| 1997  | The Carpenter              | Single partagé avec Nightwish et Thy Serpent | Something Wild              | |
| 1998  | Children of Bodom          | Single partagé avec Cryhavoc et Wizzard      | Hatebreeder                 | A atteint la 1re place des charts de singles en Finlande.                                           |
| 1998  | Downfall                   | Single                                       | Hatebreeder                 | A atteint la 1re place des charts de singles en Finlande.                                           |
| 2000  | Hate Me!                   | Single                                       | Follow the Reaper           | A atteint la 1re place des charts de singles et certifié platinum en Finlande.                      |
| 2002  | You're Better Off Dead!    | Single                                       | Hate Crew Deathroll         | A atteint la 1re place des charts de singles et certifié gold en Finlande.                          |
| 2004  | Trashed, Lost & Strungout  | Single                                       | Are You Dead Yet?           | A atteint la 1re place des charts de singles en Finlande. Également sorti en EP sous le même titre. |
| 2005  | In Your Face               | Single et single DVD                         | Are You Dead Yet?           | A atteint la 1re place des charts de singles en Finlande.                                           |
| 2008  | Blooddrunk                 | Single                                       | Blooddrunk                  | A atteint la 1re place des charts de singles en Finlande et la 78e place au Royaume-Uni             |
| 2008  | Hellhounds on My Trail     | Single                                       | Blooddrunk                  | A atteint la 8e place des charts de singles en Finlande.                                            |
| 2008  | Smile Pretty for the Devil | Single                                       | Blooddrunk                  | |
| 2009  | Lookin' Out My Back Door   | Single                                       | Skeletons in the Closet     | |
| 2011  | Was It Worth It?           | Single                                       | Relentless Reckless Forever | |

## DVD
| Année | Détails du DVD                                                                                               |
| ----- | --- |
| 2006  | Chaos Ridden Years - Stockholm Knockout Live - Sorti: 16 octobre 2006 - Label: Spinefarm (299) - Format: DVD |

## Clips vidéo
| Année | Clip vidéo                  | Réalisateur            |
| ----- | --------------------------- | ---------------------- |
| 1998  | Deadnight Warrior           | Ed Grain               |
| 1999  | Downfall                    | Ed Grain               |
| 2000  | Everytime I Die             |                        |
| 2003  | Needled 24/7                | Pasi Takula            |
| 2003  | Sixpounder                  | Ed Grain               |
| 2004  | Trashed, Lost and Strungout | Patric Ullaeus         |
| 2005  | In Your Face                | Sandra Marschner       |
| 2006  | Are You Dead Yet?           | Ralf Strathmann        |
| 2008  | Blooddrunk                  | Sandra Marschner       |
| 2008  | Hellhounds on my Trail      | Sandra Marschner       |
| 2008  | Smile Pretty for the Devil  | Sandra Marschner       |
| 2009  | Lookin' Out My Back Door    |                        |
| 2011  | Was It Worth It?            | Dale “Rage” Resteghini |

## Démos en tant que IneartheD
| 1. | Chaos               | 4:30 |
| 2. | Shards of Truth     | 6:31 |
| 3. | Implosion of Heaven | 3:56 |
| 4. | Tss, Aah!!          | 0:41 |

| 1. | Intro                                 | 1:35 |
| 2. | Translucent Image (feat. Nina Keitel) | 4:03 |
| 3. | Possessed                             | 5:01 |
| 4. | Shamed                                | 5:05 |

| 1. | Talking of the Trees (Sanctuary)        | 5:19 |
| 2. | Vision of Eternal Sorrow                | 5:02 |
| 3. | Homeland                                | 4:42 |
| 4. | Homeland II - Shining (The 4th Kingdom) | 3:00 |